# São Luís de Montes Belos
São Luís de Montes Belos là một đô thị thuộc bang Goiás, Brasil. Đô thị này có diện tích 826,189 km², dân số năm 2007 là 27376 người, mật độ 33,1 người/km².